# 剱地村
剱地村（つるぎじむら）は、石川県鳳至郡に存在した村である。

## 地理

### 隣接していた市町村
- 町
  - 鳳至郡門前町・穴水町・羽咋郡富来町

## 歴史

### 沿革
- 1889年（明治22年）4月1日 町村制の施行により、鳳至郡剱地村、大泊村、赤神村及び腰細村を廃し、鳳至郡剱地村、大泊村、赤神村、腰細村及び馬場村の区域の一部の区域をもって鳳至郡剱地村を設置する。（旧鳳至郡馬場村の区域の一部を字剱地に設定する。）
- 1901年 （明治34年）当時の剱地村の人口1,538人。
- 1908年（明治41年）4月1日 鳳至郡剱地村、阿岸村及び仁岸村を廃し、その区域をもって鳳至郡剱地村を設置する。
- 1956年（昭和31年）9月30日 鳳至郡剱地村を廃し、その区域を鳳至郡門前町に編入する。剱地村の37大字は門前町に継承。（編入時に字小山の区域の一部を字風原に設定する。）

## 行政

### 村長
| 代 | 人 | 氏名     | 就任 | 退任                      | 備考 |
| -- | -- | -------- | ---- | ------------------------- | ---- |
| ?  | 5  | 板谷常吉 | 不詳 | 不詳                      |      |
| ?  | 6  | 定梶栄作 | 不詳 | 1908年（明治41年）3月31日 |      |

（小橋彦七、中谷次作、中谷吉太郎、中村馬之助）以上、詳細不明・順不同
| 代 | 人 | 氏名         | 就任                       | 退任                       | 備考                 |
| -- | -- | ------------ | -------------------------- | -------------------------- | -------------------- |
|    |    | 下地隆記     | 1908年（明治41年）4月1日   | 1908年（明治41年）7月2日   | 事務取扱             |
| 1  | 1  | 高藤怵       | 1908年（明治41年）7月3日   | 1910年（明治43年）6月10日  |                      |
| 2  | 2  | 中谷次作     | 1910年（明治43年）7月20日  | 1911年（明治44年）8月19日  |                      |
| 3  | 3  | 伊藤嘉久太郎 | 1912年（明治45年）3月3日   | 1913年（大正2年）3月31日   |                      |
| 4  | 4  | 板谷勘右衛門 | 1913年（大正2年）5月5日    | 1914年（大正3年）7月13日   |                      |
| 5  | 5  | 岡本文吉     | 1914年（大正3年）9月17日   | 1916年（大正5年）11月30日  |                      |
| 6  | 6  | 中谷吉太郎   | 1917年（大正6年）3月14日   | 1918年（大正7年）8月6日    |                      |
| 7  | 7  | 輪島谷三平   | 1918年（大正7年）9月16日   | 1922年（大正11年）11月30日 |                      |
| 8  | 7  | 輪島谷三平   | 1922年（大正11年）12月12日 | 1925年（大正14年）9月9日   |                      |
| 9  |    | 岡本文吉     | 1926年（大正15年）1月8日   | 1930年（昭和5年）1月7日    |                      |
| 10 |    | 輪島谷三平   | 1930年（昭和5年）5月5日    | 1934年（昭和9年）5月4日    |                      |
| 11 |    | 板谷勘右衛門 | 1934年（昭和9年）5月5日    | 1938年（昭和13年）5月4日   |                      |
| 12 |    | 岡本文吉     | 1938年（昭和13年）5月5日   | 1942年（昭和17年）5月4日   |                      |
| 13 | 8  | 板谷勘一     | 1942年（昭和17年）5月5日   | 1943年（昭和18年）12月15日 |                      |
| 14 | 9  | 定梶宗次     | 1944年（昭和19年）1月13日  | 1946年（昭和21年）11月21日 |                      |
| 15 | 10 | 畠山玄了     | 1947年（昭和22年）4月5日   | 1951年（昭和26年）4月4日   |                      |
| 16 | 11 | 藤恵一       | 1951年（昭和26年）4月24日  | 1954年（昭和29年）7月2日   | [ 1 ]                |
|    |    | 室谷栄松     | 1954年（昭和29年）7月2日   | 1954年（昭和29年）7月24日  | 助役、村長職務執行者 |
| 17 |    | 定梶宗次     | 1954年（昭和29年）7月25日  | 1956年（昭和31年）9月29日  |                      |

## 教育

### 中学校
- 剱地村立剱地中学校

### 小学校
- 剱地村立剱地小学校
- 剱地村立馬渡小学校
- 剱地村立小山小学校
- 剱地村立南小学校

## 交通

### 道路
- 国道249号
- 石川県道50号穴水剱地線
- 石川県道222号池田江崎線
- 石川県道264号小滝北川線
- 石川県道260号久川馬場線

## 名所・旧跡・観光スポット・祭事・催事
- 観光スポット
  - 阿岸本誓寺
  - アギシコギクザクラ 石川県指定天然記念物

## 註
1. ↑  門前町との合併をめぐる混乱の責任を取り辞職